# Собор Симеона и Анны (Таллин)
Собор Симеона и Анны (эст. Püha Siimeoni ja Naisprohvet Hanna kirik) — кафедральный собор Эстонской апостольской православной церкви. Расположен на пересечении улиц Паади и Ахтри в микрорайоне Садама, в Кесклинне, в Таллине.

## История
Так как береговая линия в то время была значительно ближе к городу, согласно устному преданию, здание церкви было построено в 1752—1755 годах русскими военными, использовавшими в качестве насыпного грунта останки затонувших кораблей. В 1827 и в 1870 году храм капитально реставрировался.
После присоединения Эстонии к СССР, в период хрущёвской антирелигиозной компании, в 1963 году храм был закрыт и использовался в качестве спортивного зала, а колокольня и купол — снесены.
В 1987 году здание церкви было передано общине пятидесятников, а в 1999 году внесено в реестр памятников архитектуры. 11 июля 2001 года церковь была передана Эстонской апостольской православной церкви. С 2001 по 2005 год храмовый комплекс был капитально реставрирован по проекту эстонского архитектора Виллу Рохтла (эст. Villu Rohtla) и деятельном участии священника Мелетия Ульма. Строительная фирма «Frantsiskus OIU» оценила стоимости реставрационных работ в 7 млн эстонских крон.
В 2008 и 2013—2014 годах в церкви были размещены витражи эстонской художницы Долорес Хоффманн.